# Львів (Первомайський район)
Львів — село в Україні, у Мигіївській сільській громаді Первомайського району Миколаївської області. Населення становить 83 особи.